# Санта Нинфа
Са̀нта Нѝнфа (на италиански и на сицилиански Santa Ninfa) е градче и община в южна Италия, провинция Трапани, автономен регион и остров Сицилия. Разположено е на 465 m надморска височина. Населението на общината е 5125 души (към 2010 г.).